# Alderamin
Alderamin eller Alfa Cephei (α Cephei förkortat Alfa Cep, α Cep), som är stjärnans Bayer-beteckning, är en stjärna i södra delen av stjärnbilden Cepheus nära norra himmelspolen. Den har en skenbar magnitud på 2,41 är synlig för blotta ögat. Baserat på parallaxmätning inom Hipparcosuppdraget på ca 66,5 mas, beräknas den befinna sig på ett avstånd på ca 49 ljusår (ca 15 parsek) från solen.

## Nomenklatur
Alfa Cephei har det traditionella namnet Alderamin, en sammandragning av den arabiska frasen الذراع اليمين al-dhirā 'al-yamīn, vilket betyder "den högra armen". Den var, tillsammans med Beta Cephei (Alfirk) och Eta Cephei (Alkidr), al-Kawākib al-Firq ( الكواكبالفرق ), vilket betyder " Flockens stjärnor" av Ulug Beg.
År 2016 anordnade International Astronomical Union en arbetsgrupp för stjärnnamn (WGSN) med uppgift att katalogisera och standardisera riktiga namn för enskilda stjärnor. WGSN fastställde namnet Alderamin för Alfa Cephei i juli 2016 och det ingår nu i IAU:s Catalog of Star Names.

## Egenskaper
Aladeramin är en blå till vit stjärna i huvudserien av spektralklass A8 Vn. Den har en beräknad massa som är omkring 70 procent större än solens massa, en radie som är ca 2,3 gånger större än solens och utsänder från dess fotosfär ca 17 gånger mera energi än solen vid en effektiv temperatur av ca 7 700 K. Alderamin är en variabel stjärna av Delta Scuti-typ, som varierar i magnitud 2,41 - 2,47.
Alderamin har en mycket hög rotationshastighet på minst 246 km/s, och fullbordar en fullständig rotation på mindre än 12 timmar, med en så snabb hastighet att den verkar hämma omvandlingen av kemiska element som vanligtvis finns i stjärnor av denna typ. I jämförelse tar solen nästan en månad för att genomföra ett varv kring dess axel. Alderamin är också känd för att avge en mängd röntgenstrålning i likhet med solen, vilket tillsammans med andra tecken tyder på förekomst av stor magnetisk aktivitet - något oväntat (men inte alls ovanligt) för en snabbt roterande stjärna.

### Polstjärna
Alderamin ligger nära precessionsvägen som jordens nordpol rör sig över himlavalvet. Det betyder att den periodiskt kommer inom 3° för att vara en polstjärna, en funktion som för närvarande intas av Polstjärnan (Polaris). Aldermain kommer efterträda som norra polstjärnan ungefär år 7500 e.Kr.